# Je leven in de steigers
Je leven in de steigers is een bouwprogramma op de Nederlandse zender Tien. In dit programma gaat Caroline Tensen samen met een groep bouwvrouwen mensen helpen in nood, bijvoorbeeld als ze heel veel kinderen hebben en hun huis gewoon een grote rotzooi is en totaal niet af.
In 2005 was dit programma ook al te zien op Tien, toen nog Talpa. Het werd toen gepresenteerd door Bridget Maasland.